# Derivada covariante

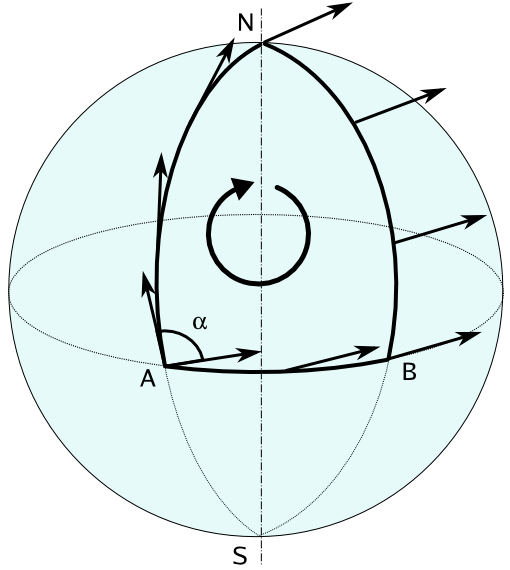
O transporte paralelo de um vetor ao longo de uma curva fechada na esfera, que, tal como o conceito de derivada covariante, é baseado na noção de conexão matemática. O ângulo após percorrer uma vez a curva é proporcional à área dentro da curva.

A derivada covariante ({\displaystyle \scriptstyle \nabla _{i}}) é uma generalização do conceito de derivada parcial ({\displaystyle \scriptstyle \partial _{i}}) que permite estender o cálculo diferencial em {\displaystyle \scriptstyle \mathbb {R} ^{n}}, com coordenadas cartesianas, para o caso de coordenadas curvilíneas em {\displaystyle \scriptstyle \mathbb {R} ^{n}} (e também para o caso ainda mais geral de variedades diferenciáveis).

## Introdução
Introduziremos primeiro o caso de {\displaystyle \scriptstyle \mathbb {R} ^{n}}. Suponha que tenhamos n campos vetoriais que em cada ponto formam uma base de vetores {\displaystyle \scriptstyle \{\mathbf {e} _{1},\dots \mathbf {e} _{n}\}} e um campo vetorial contravariante adicional {\displaystyle \scriptstyle \mathbf {v} }. Portanto, este campo pode ser expresso em termos da base acima:
{\displaystyle \mathbf {v} (x)=\sum _{k=1}^{n}v^{k}(x)\mathbf {e} _{k}(x)}.
Onde {\displaystyle \scriptstyle v^{k}} são os componentes do vetor na base dada. Caso esteja-se usando coordenadas curvilíneas {\displaystyle \scriptstyle (x^{1},\dots x^{n})}, os vetores tangentes às curvas coordenadas variam ponto a ponto. Isso significa que mesmo quando o campo vetorial é constante, em geral as coordenadas da base escolhida não são constantes e geralmente acontece a derivada covariante ({\displaystyle \scriptstyle {\bar {\partial }}}):
{\displaystyle {\bar {\partial }}_{i}\mathbf {v} \neq {\frac {\partial \mathbf {v} }{\partial x^{i}}}:=\sum _{k=1}^{n}{\frac {\partial v^{k}}{\partial x^{i}}}\mathbf {e} _{k}}.
Uma vez que também é necessário considerar a variação da orientação da base de vetores ao mover-se de um ponto a outro, para calcular a derivada (covariante) acima precisamos calcular:
{\displaystyle {\bar {\partial }}_{i}\mathbf {v} ={\frac {{\bar {\partial }}\mathbf {v} }{{\bar {\partial }}x^{i}}}:=\sum _{k=1}^{n}{\frac {\partial v^{k}}{\partial x^{i}}}\mathbf {e} _{k}+\sum _{k=1}^{n}v^{k}{\frac {{\bar {\partial }}\mathbf {e} _{k}}{{\bar {\partial }}x^{i}}}}.
Onde o segundo termo adicional indica como varia a base de vetores ao percorrer uma linha coordenada curvilínea. Em outras palavras, quando se utiliza coordenadas cartesianas {\displaystyle \scriptstyle \mathbb {R} ^{n}} as linhas coordenadas são retas paralelas aos eixos coordenados, e de alguma forma em cada ponto a base vetorial escolhida para medir as coordenadas de um campo de vetores em todos os pontos está "sincronizada".
Entretanto, em coordenadas curvilíneas, ao passarmos de um ponto para outro, os vetores tangentes às linhas coordenadas não coincidirão de um ponto a outro, e é necessário calcular a sua variação durante a mudança de pontos. Em geral, os vetores {\displaystyle \scriptstyle \mathbf {e} _{k}(x)} não dependem apenas do ponto; deve-se especificar a "relação" entre os vetores em diferentes pontos e, portanto, define-se uma conexão que no caso de {\displaystyle \scriptstyle \mathbb {R} ^{n}} pode ser representada como um conjunto de coeficientes:
{\displaystyle {\frac {{\bar {\partial }}\mathbf {e} _{k}}{{\bar {\partial }}x^{i}}}:=\sum _{m=1}^{n}\Gamma _{ki}^{m}\mathbf {e} _{m}}.
Os coeficientes {\displaystyle \scriptstyle \Gamma _{ji}^{k}} são chamados símbolos de Christoffel e definem localmente a conexão. Unindo os resultados das duas últimas equações, a derivada covariante parcial de um campo vetorial pode ser expressa por:
{\displaystyle \nabla _{i}\mathbf {v} ={\frac {{\bar {\partial }}\mathbf {v} }{{\bar {\partial }}x^{i}}}=\sum _{k=1}^{n}{\frac {{\bar {\partial }}v^{k}}{{\bar {\partial }}x^{i}}}\mathbf {e} _{k}+\sum _{k=1}^{n}\sum _{m=1}^{n}v^{k}\Gamma _{ki}^{m}\mathbf {e} _{m}}.
Utilizando a convenção de soma de Einstein e renomeando os índices, a expressão acima pode ser escrita simplesmente como:
{\displaystyle \nabla _{i}\mathbf {v} =\left({\frac {dv^{k}}{dx^{i}}}+\Gamma _{mi}^{k}v^{m}\right)\mathbf {e} _{k}}.
A expressão entre parênteses representa os componentes da derivada covariante do vetor contravariante {\displaystyle \scriptstyle \mathbf {v} }. Da mesma forma, dada uma curva {\displaystyle \scriptstyle t\mapsto (x^{1}(t),\dots ,x^{n}(t))}, define-se a derivada covariante temporal ao longo da curva como:
{\displaystyle {\frac {D\mathbf {v} }{Dt}}={\dot {x}}^{i}\nabla _{i}\mathbf {v} =\left({\frac {dv^{k}}{dx^{i}}}+\Gamma _{mi}^{k}v^{m}\right){\frac {dx^{i}}{dt}}\mathbf {e} _{k}}.

### Exemplo
Se o piloto de um ferryboat entre 2 portos próximos mantém um rumo e velocidade constantes, consistente com a menor distância entre eles, o seu vetor velocidade não varia, se expresso em função de coordenadas x e y, no mapa. 
A situação muda para um navio navegando entre portos distantes o suficiente para que a curvatura da terra seja relevante. Mesmo que os portos tenham a mesma latitude, e que seja possível, por exemplo, navegar continuamente para oeste, esse não será o caminho mais curto, a não ser no caso particular de estar na linha do equador. Isso fica mais evidente num curso leste - oeste perto dos polos, onde a curva seguida por manter uma latitude constante fica clara.
O caminho mais curto implica uma mudança contínua de curso ao longo do caminho, se definirmos curso como um ângulo em relação ao norte. Portanto, uma direção "constante" no sentido de seguir o caminho mais curto, implica, em geral, um vetor velocidade variável (ângulo variável em relação ao norte) numa superfície curva como a da terra.  Os termos adicionados à derivada parcial no cálculo da derivada covariante, permitem que esse curso "reto" tenha derivada zero, ou seja, velocidade constante, corrigindo os desvios aparentes oriundos do sistema de coordenadas.

### Caso euclidiano
A necessidade de generalização das derivadas ordinárias comuns em {\displaystyle \scriptstyle \mathbb {R} ^{n}} pode ser vista quando se utiliza coordenadas curvilíneas, conforme vimos. Para o movimento de uma partícula expresso em coordenadas cartesianas e em seguida o mesmo movimento expresso em coordenadas polares, por exemplo, considera-se uma massa puntiforme  que se desloca ao longo de uma linha reta por:
{\displaystyle {\begin{cases}x(t)=d\cos \theta _{0}-vt\sin \theta _{0}\\y(t)=d\sin \theta _{0}+vt\cos \theta _{0}\end{cases}}\Rightarrow \qquad \qquad y(t)={\frac {d-x(t)\cos \theta _{0}}{\sin \theta _{0}}}}.
Ou seja, o ponto se move com uma velocidade {\displaystyle \scriptstyle v} constante ao longo de uma linha reta. Isto pode ser visto facilmente ao calcular-se a velocidade e a aceleração da partícula:
{\displaystyle {\begin{cases}v^{x}={\cfrac {dx}{dt}}=-v\sin \theta _{0}\\v^{y}={\cfrac {dy}{dt}}=+v\cos \theta _{0}\end{cases}},\qquad \qquad {\begin{cases}a^{x}={\cfrac {dv^{x}}{dt}}={\cfrac {\partial v^{x}}{\partial x}}{\dot {x}}+{\cfrac {\partial v^{x}}{\partial y}}{\dot {y}}=0\\a^{y}={\cfrac {dv^{y}}{dt}}=0\end{cases}}}.
Onde utilizamos a notação {\displaystyle \scriptstyle {\dot {x}}=dx/dt} e {\displaystyle \scriptstyle {\dot {y}}=dy/dt}.
Agora considere o cálculo da aceleração em coordenadas polares. À medida que a partícula se move em linha reta, sua distância a partir da origem e o ângulo polar estão relacionados através de:
{\displaystyle {\begin{cases}\rho (t)={\sqrt {d^{2}+v^{2}t^{2}}}\\\theta (t)=\theta _{0}+\arctan \left({\cfrac {vt}{d}}\right)\end{cases}}\Rightarrow \qquad \qquad \rho (t)={\frac {d}{\cos(\theta (t)-\theta _{0})}},\ (\theta _{0}-\pi /2<\theta <\theta _{0}+\pi /2)}.
As coordenadas da velocidade das partículas nas novas coordenadas podem ser determinadas por cálculo direto ou fazendo a mudança de base a partir das componentes cartesianas:
{\displaystyle v^{\rho }={\dot {\rho }}=v\sin(\theta -\theta _{0}),\qquad \qquad v^{\theta }={\dot {\theta }}={\frac {v}{\rho }}\cos(\theta -\theta _{0})}.
Uma vez que a partícula se move a uma velocidade constante, o vetor aceleração deve ser nulo. Conforme discutido acima, as componentes do vetor aceleração podem ser obtidas usando-se coordenadas covariantes:
{\displaystyle {\begin{cases}a^{\rho }={\cfrac {Dv^{\rho }}{Dt}}={\dot {\rho }}\left({\cfrac {\partial v^{\rho }}{\partial \rho }}+\Gamma _{\rho \rho }^{\rho }v^{\rho }+\Gamma _{\rho \theta }^{\rho }v^{\theta }\right)+{\dot {\theta }}\left({\cfrac {\partial v^{\rho }}{\partial \theta }}+\Gamma _{\theta \rho }^{\rho }v^{\rho }+\Gamma _{\theta \theta }^{\rho }v^{\theta }\right)=\\={\dot {\rho }}(0+0+0)+{\dot {\theta }}\left(v\cos(\theta -\theta _{0})+0-\rho {\cfrac {v}{\rho }}\cos(\theta -\theta _{0})\right)=0\\a^{\theta }={\cfrac {Dv^{\theta }}{Dt}}={\dot {\rho }}\left({\cfrac {\partial v^{\theta }}{\partial \rho }}+\Gamma _{\rho \rho }^{\theta }v^{\rho }+\Gamma _{\rho \theta }^{\theta }v^{\theta }\right)+{\dot {\theta }}\left({\cfrac {\partial v^{\theta }}{\partial \theta }}+\Gamma _{\theta \rho }^{\theta }v^{\rho }+\Gamma _{\theta \theta }^{\theta }v^{\theta }\right)=\\{\dot {\rho }}\left(-{\cfrac {v\cos(\theta -\theta _{0})}{\rho ^{2}}}+0+{\cfrac {1}{\rho }}{\cfrac {v\cos(\theta -\theta _{0})}{\rho }}\right)+{\dot {\theta }}\left(-{\cfrac {v\sin(\theta -\theta _{0})}{\rho }}+{\cfrac {1}{\rho }}v\sin(\theta -\theta _{0})+0\right)=0\end{cases}}}.
É importante notar que, neste caso, as derivadas parciais ordinárias não coincidem com os componentes da aceleração:
{\displaystyle {\begin{cases}a^{\rho }\neq {\cfrac {dv^{\rho }}{dt}}={\cfrac {\partial v^{\rho }}{\partial \rho }}{\dot {\rho }}+{\cfrac {\partial v^{\rho }}{\partial \theta }}{\dot {\theta }}\\a^{\theta }\neq {\cfrac {dv^{\theta }}{dt}}={\cfrac {\partial v^{\theta }}{\partial \rho }}{\dot {\rho }}+{\cfrac {\partial v^{\theta }}{\partial \theta }}{\dot {\theta }}\end{cases}}}.
Uma vez que em coordenadas polares os vetores da base variam ponto a ponto, é por isso que usando-se apenas a derivada covariante obtém-se um vetor aceleração nulo, como seria de se esperar a partir de cálculos com coordenadas cartesianas.

### Caso geral
Em uma variedade diferenciável ou hipersuperfície de {\displaystyle \scriptstyle \mathbb {R} ^{n}}, por outro lado, o conceito de derivada direcional é definido a partir do espaço tangente em cada ponto. No caso geral, para apresentar a variedade ou a hipersuperfície curvatura, os espaços tangentes em cada ponto diferem dos espaços tangentes em pontos próximos e, portanto, é preciso de alguma forma "conectar" ou identificar os vetores de diferentes espaços vetoriais, através de uma conexão sobre a variedade.
Em uma variedade de Riemann, é comum escolher uma conexão (sem torção) que seja compatível com a métrica, expressa pelos componentes do tensor métrico {\displaystyle \scriptstyle g_{\mu \nu }} no sentido de que:
{\displaystyle \nabla _{\alpha }g_{\mu \nu }=0\Rightarrow \Gamma _{\mu \nu }^{\rho }={\frac {g^{\rho \sigma }}{2}}\left({\frac {\partial g_{\sigma \nu }}{\partial x^{\mu }}}+{\frac {\partial g_{\mu \sigma }}{\partial x^{\nu }}}-{\frac {\partial g_{\mu \nu }}{\partial x^{\sigma }}}\right)}.

## Derivada covariante de um tensor
Nas seções anteriores, a discussão da derivada covariante foi limitada a um campo de vetores contravariantes. Porém, a derivada covariante pode ser estendida para outros tipos de campos tensoriais, definidos em uma variedade riemanniana. Para estender tal definição, usa-se o fato de que a derivada parcial de um escalar coincide com a derivada covariante parcial desse escalar, ou seja,
{\displaystyle \nabla _{\beta }\varphi :=\partial _{\beta }\varphi \,}.
Assim, para calcular a derivada covariante parcial de uma 1-forma {\displaystyle \scriptstyle {\boldsymbol {\theta }}=\theta _{\alpha }dx^{\alpha }} considera-se uma contração com um campo de vetores contravariante, e levando-se em conta que a derivada covariante segue a regra do produto:
{\displaystyle \partial _{\beta }(\theta _{\alpha }v^{\alpha })=\nabla _{\beta }(\theta _{\alpha }v^{\alpha })=(\nabla _{\beta }\theta _{\alpha })v^{\alpha }+\theta _{\alpha }(\nabla _{\beta }v^{\alpha })}.
Isto leva à seguinte relação entre as componentes:
{\displaystyle \nabla _{\beta }\theta _{\alpha }={\frac {d\theta _{\alpha }}{dx^{\beta }}}-\Gamma _{\alpha \beta }^{\mu }\theta _{\mu }}.
Para um tensor geral da forma (p,q) tem-se:
{\displaystyle \nabla _{\alpha }T_{\delta _{1}\dots \delta _{m}}^{\beta _{1}\dots \beta _{n}}={\frac {\partial T_{\delta _{1}\dots \delta _{m}}^{\beta _{1}\dots \beta _{n}}}{\partial x^{\alpha }}}+\sum _{i}\Gamma _{\alpha \rho }^{\beta _{i}}T_{\delta _{1}\dots \delta _{m}}^{\beta _{1}\dots \rho \dots \beta _{n}}-\sum _{i}\Gamma _{\alpha \delta _{i}}^{\rho }T_{\delta _{1}\dots \rho \dots \delta _{m}}^{\beta _{1}\dots \beta _{n}}}.

### Propriedades
No exemplo acima, consideramos a definição de derivada covariante de forma intuitiva, estendendo-se para coordenadas curvilíneas a definição de derivada parcial. Esta abordagem conduz a um operador derivada covariante com as seguintes propriedades:
1. Linearidade: Para todo A e B do {\displaystyle {\mathcal {T}}_{r}^{s}(\mathbb {R} ^{n})} e quaisquer {\displaystyle \alpha ,\beta \in \mathbb {R} }: {\displaystyle \nabla _{\mu }(\alpha A_{\beta _{1}\dots \beta _{m}}^{\alpha _{1}\dots \alpha _{n}}+\beta B_{\beta _{1}\dots \beta _{m}}^{\alpha _{1}\dots \alpha _{n}})=\alpha \nabla _{\mu }A_{\beta _{1}\dots \beta _{m}}^{\alpha _{1}\dots \alpha _{n}}+\beta \nabla _{\mu }B_{\beta _{1}\dots \beta _{m}}^{\alpha _{1}\dots \alpha _{n}}};
2. A regra de Leibniz;
3. Comutatividade com a contração;
4. Consistência com a definição de vetor tangente.

Outra possibilidade é definir uma derivada covariante mais formal e a construção de um operador que satisfaz as propriedades acima.